# Georges Deckers
Georges Deckers (Niel, 11 februari 1931 - aldaar, 25 april 2020) was een Belgisch politicus voor de SP / sp.a. 

## Levensloop
Hij stelde zich voor het eerst kandidaat bij de lokale verkiezingen van 1988 te Niel in de provincie Antwerpen en werd onmiddellijk verkozen en aangesteld tot schepen.
In 1992 volgde hij Hugo Ansems op als burgemeester, een mandaat dat hij zou bekleden tot 2003. Hij werd opgevolgd door partijgenoot Luc Van Linden.